# 射洪古佛寺
射洪古佛寺位於四川省遂寧市射洪縣，文物遺址年代判定為1936-1939年。2012年7月16日公佈為第八批四川省文物保護單位。
射洪古佛寺位於四川省遂寧市射洪縣洋溪鎮古佛村。民國25-28年(1936-1939），范紹增捐資重建，坐西向東，占地面積約50000平方米。整個建築依山就勢，層疊而上，依次有空相亭、山門、彌勒殿、祖師殿、大雄寶殿、觀音殿、戎台。其造型獨具特色，皆為西式風格磚木結構建築，大量使用半圓拱形玻窗和廊道，是一座中西合壁的佛教寺廟。